# ユマ海兵隊航空基地
ユマ海兵隊航空基地（ユマかいへいたいこうくうきち、英語: Marine Corps Air Station Yuma）は、アメリカ合衆国アリゾナ州のユマに位置する、アメリカ海兵隊の基地である。ユマ国際空港と滑走路を共用している。また、敷地内はアスベストによる土壌汚染とPCEなどによる地下水汚染により、スーパーファンド・サイトに指定されている。
F-35Bなどを運用する第13海兵航空群が所在している。

## 所在部隊
ユマ海兵隊航空基地には、以下の部隊が所在している。
西部海兵隊基地隷下
- 司令部付飛行隊 - UC-12F

第1海兵遠征軍隷下
- 第3海兵航空団
  - 第13海兵航空群（英語版）
    - 第122海兵戦闘攻撃飛行隊（英語版） - F-35B
    - 第211海兵戦闘攻撃飛行隊（英語版） - F-35B
    - 第214海兵戦闘攻撃飛行隊（英語版） - F-35B
    - 第225海兵戦闘攻撃飛行隊（英語版） - F-35B
    - 第1海兵無人機飛行隊（英語版） - MQ-9A、RQ-21A
    - 第13海兵航空兵站中隊（英語版）
    - 第371海兵航空団支援中隊

  - 第38海兵航空管制群（英語版）
    - 第1海兵航空管制中隊（英語版）

海兵隊予備役集団隷下
- 第4海兵航空団
  - 第41海兵航空群（英語版）
    - 第401海兵戦闘訓練飛行隊（英語版） - F-5N/F

運用試験評価部隊司令官(COMOPTEVFOR)隷下
- 第1海兵実用試験飛行隊 - F-35B、MV-22B、AH-1Z、UH-1Y、CH-53K、RQ-21A/B
- 訓練教育司令部
  - 第1海兵航空兵器戦術中隊